# Koněšín
Koněšín (in tedesco Koneschin) è un comune della Repubblica Ceca facente parte del distretto di Třebíč, nella regione di Vysočina.